# پیاز (گیاه)

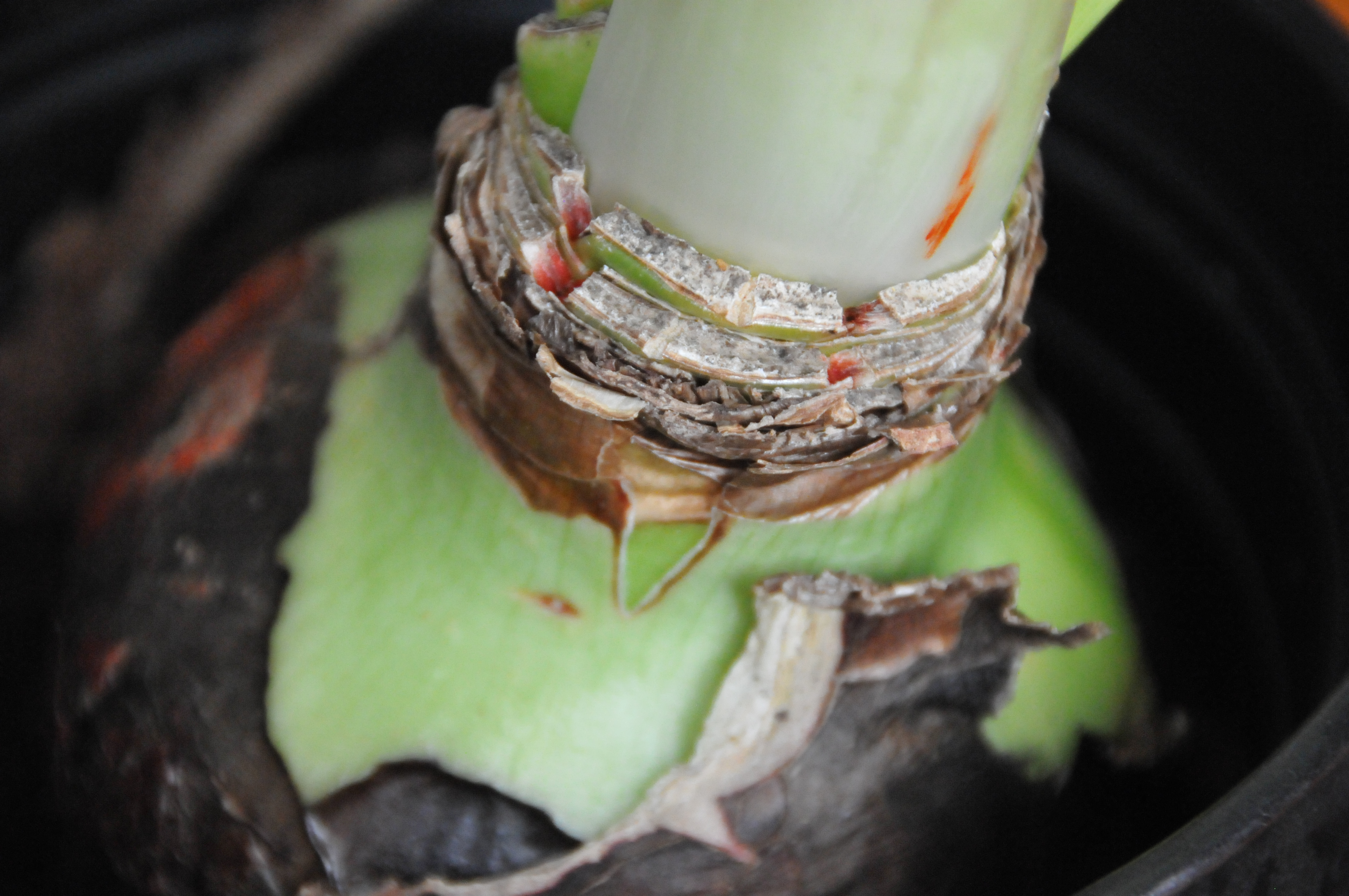
پیاز نرگس

پیاز یا سوخ ساقه‌ای کوچک با برگ‌هایی پرگوشت در قسمت زیرزمینی گیاهان است. غذای گیاه برای استفاده در زمستان در پیاز آن ذخیره می‌شود.

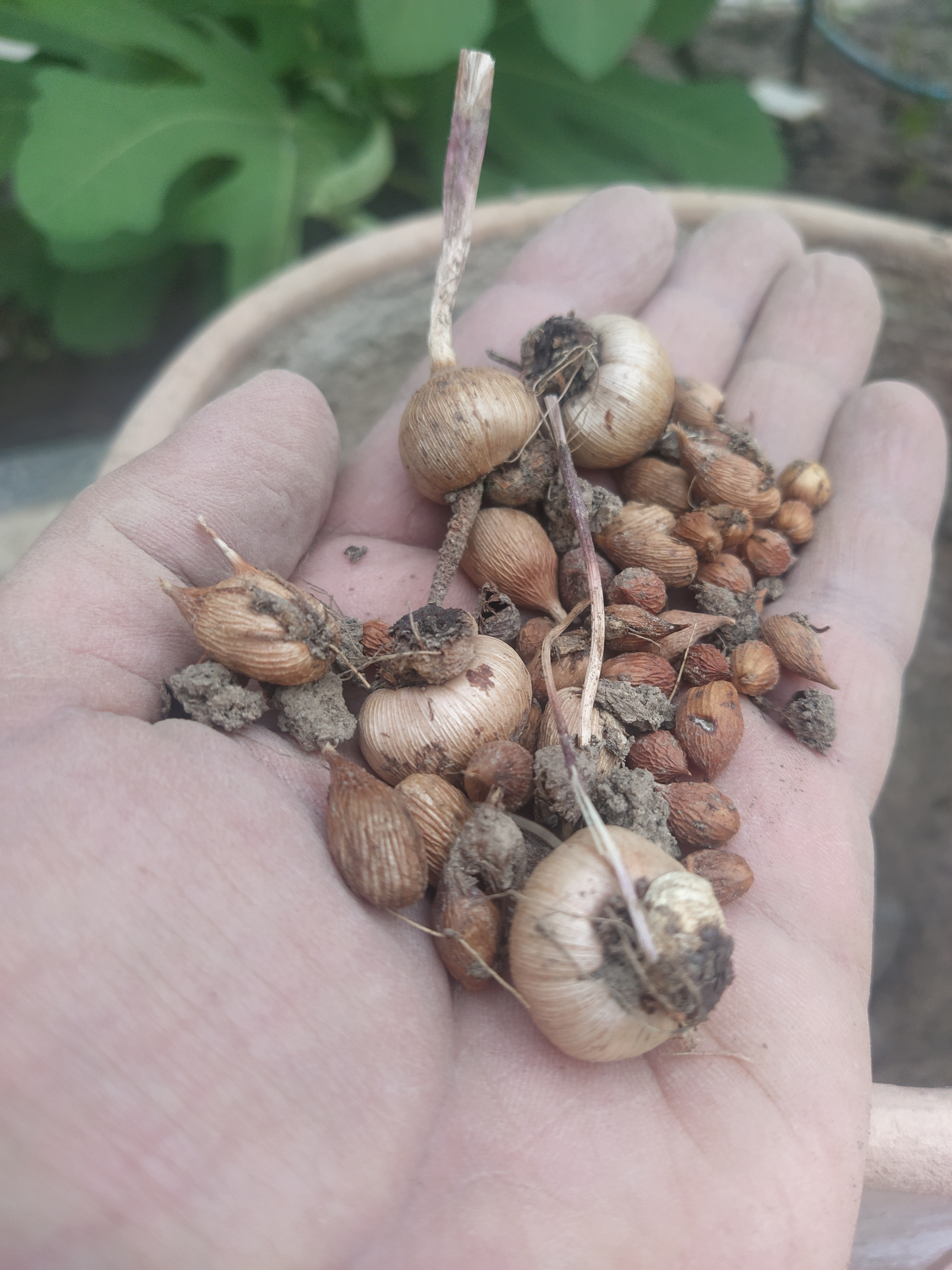
پیاز گلایل ایتالیایی خودرو در سن و اندازه‌های گوناگون، بهبهان

پیاز یا سوخ اندام اختصاصی‌شدهٔ زیرزمینی و اغلب پوشیده از فلس‌های ضخیم گوشتی است که دربرگیرندهٔ محور ساقه‌ای کوتاه و گوشتی و به‌طور معمول عمودی است.
در پایان زمان گل‌دادن گیاه، پیاز شروع به رشد می‌کند. پس از مدتی، گل‌ها پژمرده می‌شوند و تنها پیاز است که باقی می‌ماند و منبع غذایی جوانه‌های تازه می‌شود.
مانند پیار گل نرگس و لاله و …
هنگام تولید مثل غیر جنسی از هر پیاز تعدادی پیاز کوچک تشکیل می‌شود و از هر پیاز یک گیاه جدید تولید می‌شود.

## نگارخانه

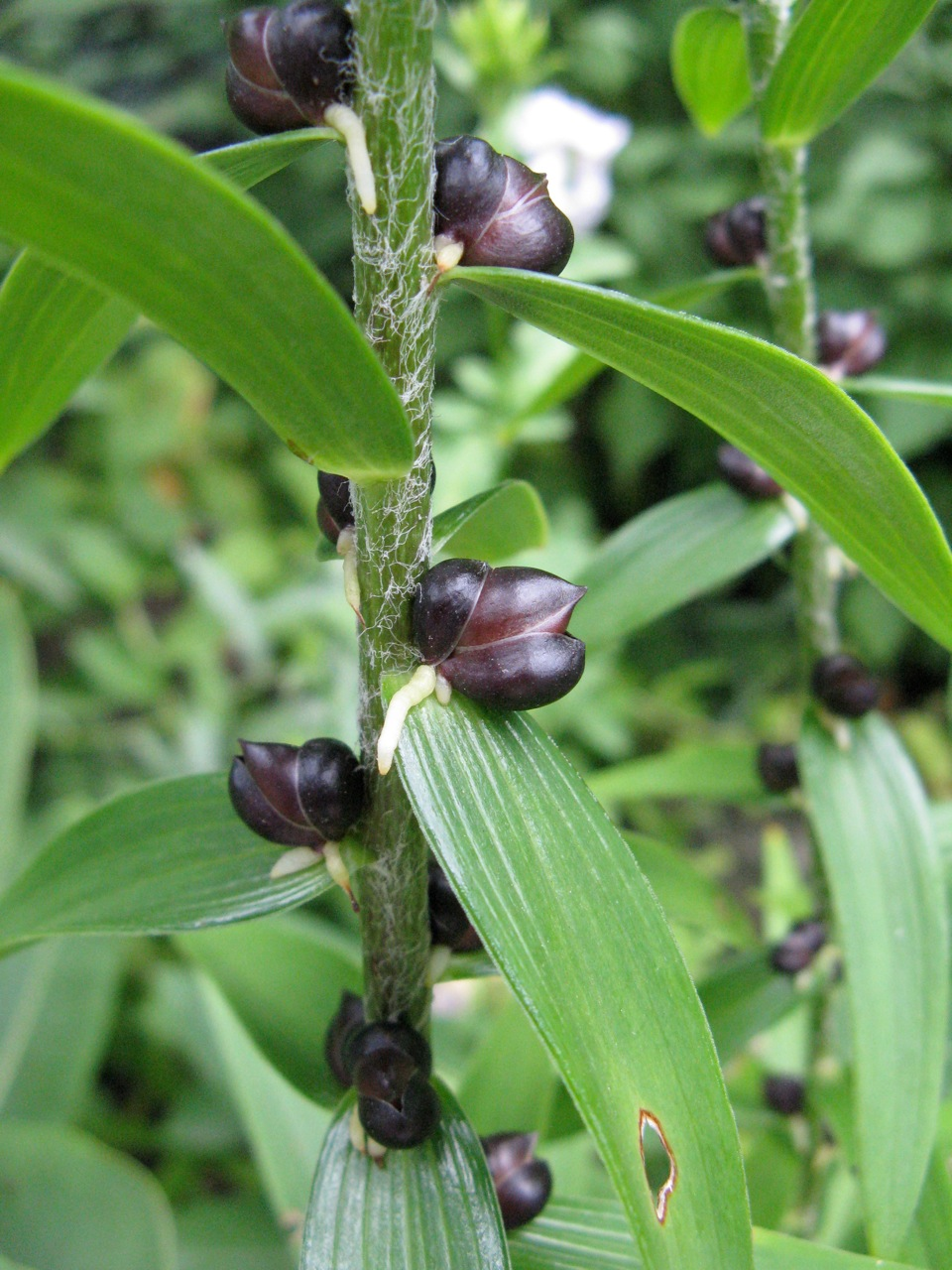
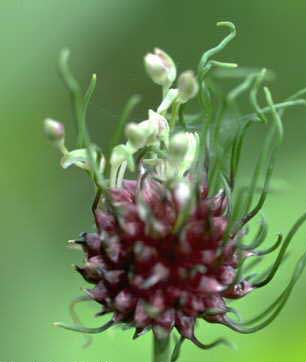
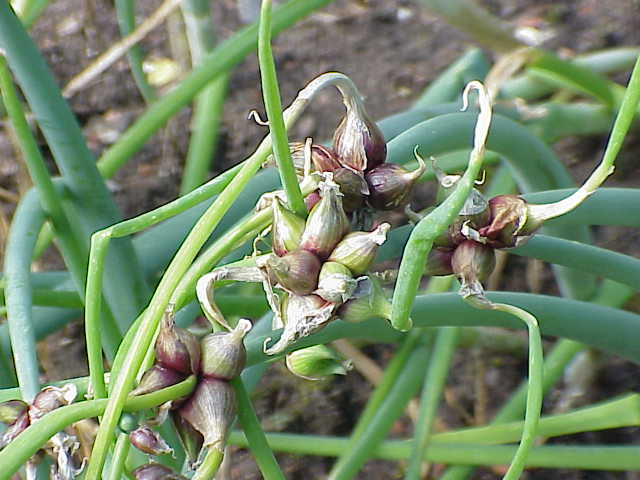
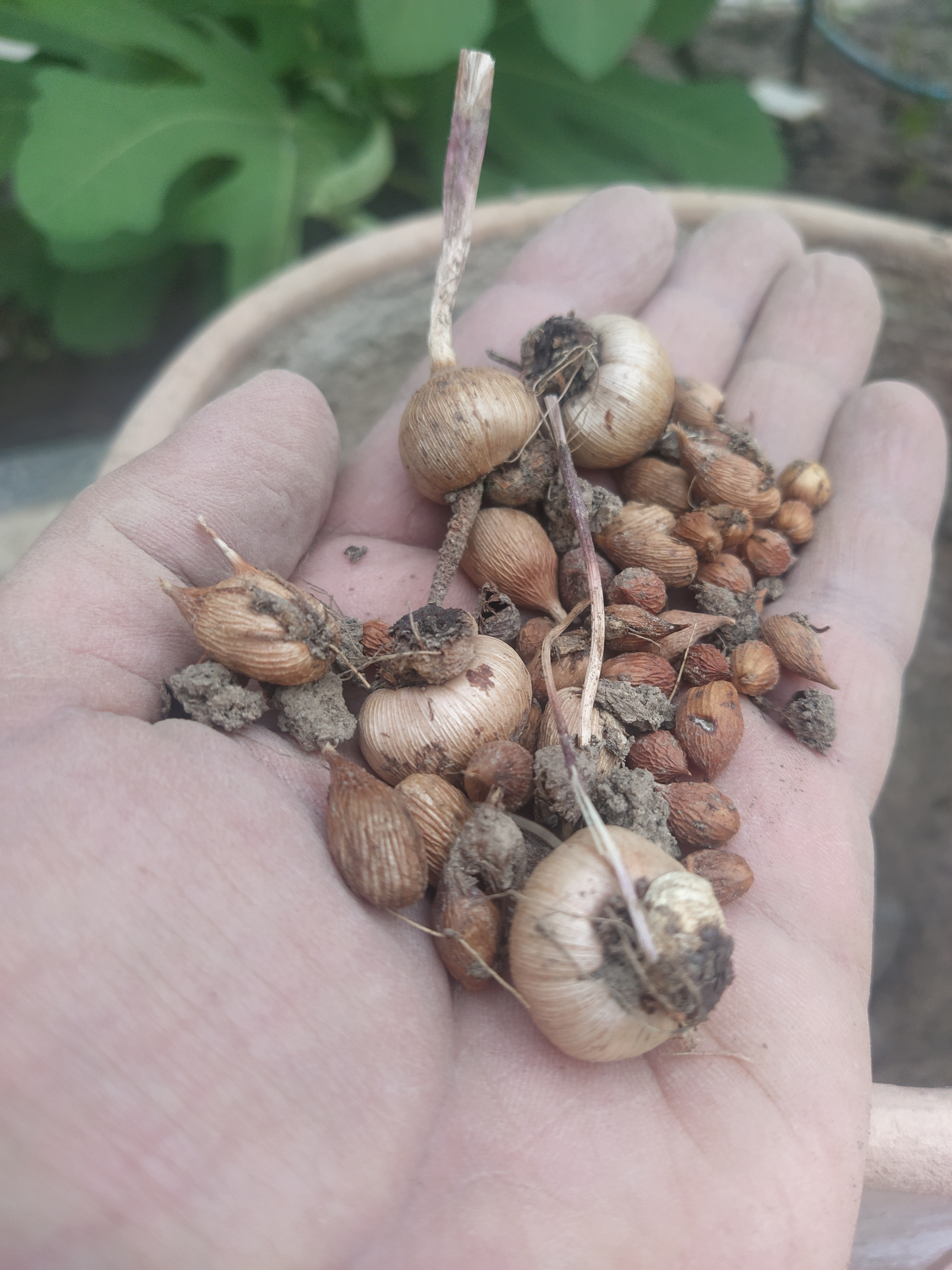
پیاز گلایل ایتالیایی خودرو در سن و اندازه‌های گوناگون، بهبهان